# Electric Boys
Electric Boys är en svensk rockgrupp, först aktiv 1987–1994. Gruppen bildades av Conny Bloom och Andy Christell. De återförenade bandet 2009 och släppte 2023 sitt åttonde studioalbum Grand Explosivos.

## Historia
Sångaren och gitarristen Conny Blomqvist och basisten Andy Christell hade spelat tillsammans sedan tonåren. Från 1982 spelade de i gruppen Roadrats, och mellan 1985 och 1986 som Rolene.
Historien om Electric Boys började i Stockholm 1987. Blomqvist och Christell spelade in singeln “All lips ‘n’ hips” som släpptes oktober samma år, och fick stor uppmärksamhet ganska omgående. Duon hade slagit ihop sig med trummisen Niclas Sigevall och gitarristen Franco Santunione, och i mars 1988 fick gruppen genom vänner i bandet Hanoi Rocks, kontrakt med skivbolag i Los Angeles, och ”All Lips n´ Hips” fick vara med på soundtracket till den amerikanska filmen Agentskolan.
På en paketturné med de svenska banden Treat och 220 Volt åkte Electric Boys runt bland folkparkerna i Sverige sommaren 1988, och tog även färjan över till Finland för flera spelningar.
Debutalbumet “Funk-o-Metal Carpet Ride” släpptes i februari 1989 på svenska etiketten Polygram, och på sommaren spelade Electric Boys på Hultsfredsfestivalen. Senare samma år inleddes ett samarbete med komikern Micke Dubois genom singeln “För fet för ett fuck”. Singeln blev en succé i hela Sverige.
Under hela vintern befann sig sedan Electric Boys i Kanada, i en inspelningsstudio med producenten Bob Rock. Några låtar från debutskivan byttes ut, produktionen förbättrades, fem nya låtar spelades in och “Funk-o-Metal Carpet Ride” gavs ut i nytt skick i maj 1990, och de åkte bl.a. på turné med brittiska Thunder, och även med amerikanska Vixen.
Singeln ”All Lips n´ Hips” och den tillhörande videon visades på MTV, vilket gjorde att bandet började uppmärksammas i Storbritannien och USA. Bland annat gick låten in på Billboardlistans Hot Mainstream Rock Tracks Top 20.
Bandet stod på randen till det globala kommersiella genombrottet. Förväntningarna inför uppföljaren “Groovus maximus” var mycket stora. Skivan spelades in i legendariska Abbey Road Studios i London. Skivomslaget, med en liten flicka som står ensam i ett ökenlandskap omgiven av jättegräshoppor, designades av Hugh Syme. Men trots singeln “Mary in the mystery world” och positiva recensioner, blev 1992 ett tungt år för bandet, som fick problem med skivbolaget i USA. Electric Boys bekostade till slut själva videon till singeln "Dying to be Loved", och gav den till MTV Headbangers Ball. Efter en turné med Mr. Big lämnade både Niclas Sigevall och Franco Santunione gruppen.
Electric Boys med två nya medlemmar kunde beskådas 30 maj 1993 som förband till Metallica på Stockholms stadion. Thomas Broman från stockholmsbandet Great King Rat spelade trummor och gitarristen Martin Thomander var med. De spelade även på Roskildefestivalen och Hultsfredsfestivalen. Under två månader i slutet av 1993 spelades albumet “Freewheelin''” in i Abbey Road Studios i London. Första singel blev “Ready to believe” som släpptes i februari 1994, och en månad senare släpptes albumet. Men skivbolaget ville inte satsa mer pengar på att marknadsföra skivan, lusten försvann och Electric Boys lades till slut ner.
Bloom och Christell blev senare medlemmar i gruppen Hanoi Rocks mellan 2005 och 2009, och Santunione blev gitarrist i Locomotive.

### Återförening
2009 återförenades Electric Boys i originaluppsättningen och spelade på Sweden Rock Festival och Peace & Love samma år. På vintern öppnade även bandet för Alice Cooper.
De spelade sedan in comebackplattan "And Them Boys Done Swang", som släpptes 2011.
2012 spelade bandet på Sweden Rock Festival, och återkom 2014 efter de hade släppt sitt andra album "Starflight United" sen återföreningen. 20 december 2014 spelade bandet "Funk-o-metal carpet ride" i sin helhet för att fira skivans 25-årsjubileum på Debaser Medis i Stockholm. 2015 turnerade Electric Boys tillsammans med Dan Reed Network, och fortsatte därefter sin hyllning till "Funk-o-metal carpet ride" genom att spela den i sin helhet i både Malmö och Göteborg.
3 februari 2017 spelade bandet på båten M/S Brilliance of the Seas i Tampa i Florida på "Monsters of Rock Cruise 2017". 22 oktober samma år spelades skivan "Groovus Maximus" i sin helhet på Cirkus i Stockholm för att fira skivans 25-årsjubileum.
Electric Boys släppte sin sjätte fullängdare ”The Ghost Ward Diaries” 2018. Albumet blev bandets mest framgångsrika sedan återföreningen, och nådde första platsen på den svenska albumlistan. Året därpå spelade bandet återigen på Sweden Rock Festival.
Under Covid-19-pandemin spelade bandet in ett nytt album med namnet ”Ups!de Down”, som släpptes i slutet av april 2021. Gitarristen “Slim” Martin Thomander som var med på albumet "Freewheelin’" 1994, återkom till bandet.
I övrigt bestod bandet som tidigare av Conny Bloom på sång och gitarr, Andy Christell på bas och Jolle Atlagic på trummor. Electric Boys hade två trummisar, och på "The Ghost Ward Diaries" spelade Jolle Atlagic och Niclas Sigevall på några låtar var. På "Ups!de Down" stod Jolle Atlagic för alla trummorna. Originaltrummisen Sigevall var fortfarande med i bandet för några konserter, men han bodde i Los Angeles och kunde inte ta sig till vissa inspelningar på grund av pandemin.
15 april 2022 släpptes singeln "Into the Midnight Sun", och Electric Boys har fortsatt turnera och spela in ny musik. 15 september 2023 släpptes bandets åttonde studioalbum "Grand Explosivos".

## Medlemmar
Nuvarande medlemmar
- Conny Bloom – sång, gitarr, (1987–1994, 2009–)
- Andy Christell – basgitarr, bakgrundssång (1987–1994, 2009–)
- Martin Thomander – gitarr, bakgrundssång (1993–1994, 2020-)
- Jolle Atlagic – trummor (2009-)

Tidigare medlemmar
- Niclas Sigevall – trummor (1987–1993, 2009–2023)
- Franco Santunione – gitarr, bakgrundssång (1987–1993, 2009–2020)
- Thomas Broman – trummor (1993–1994)

## Diskografi

### Studioalbum
- 1989 – Funk-o-Metal Carpet Ride
- 1992 – Groovus Maximus
- 1994 – Freewheelin'
- 2011 – And Them Boys Done Swang
- 2014 – Starflight United
- 2018 – The Ghost Ward Diaries
- 2021 – Ups!de down
- 2023 – Grand Explosivos

### Samlingsalbum
- 2009 – Now Dig This! The Best of